# Bila (Kamjanez-Podilskyj)
Bila (ukrainisch Біла; russisch Белая Belaja) ist ein Dorf im Süden der ukrainischen Oblast Chmelnyzkyj mit etwa 1500 Einwohnern (2004).

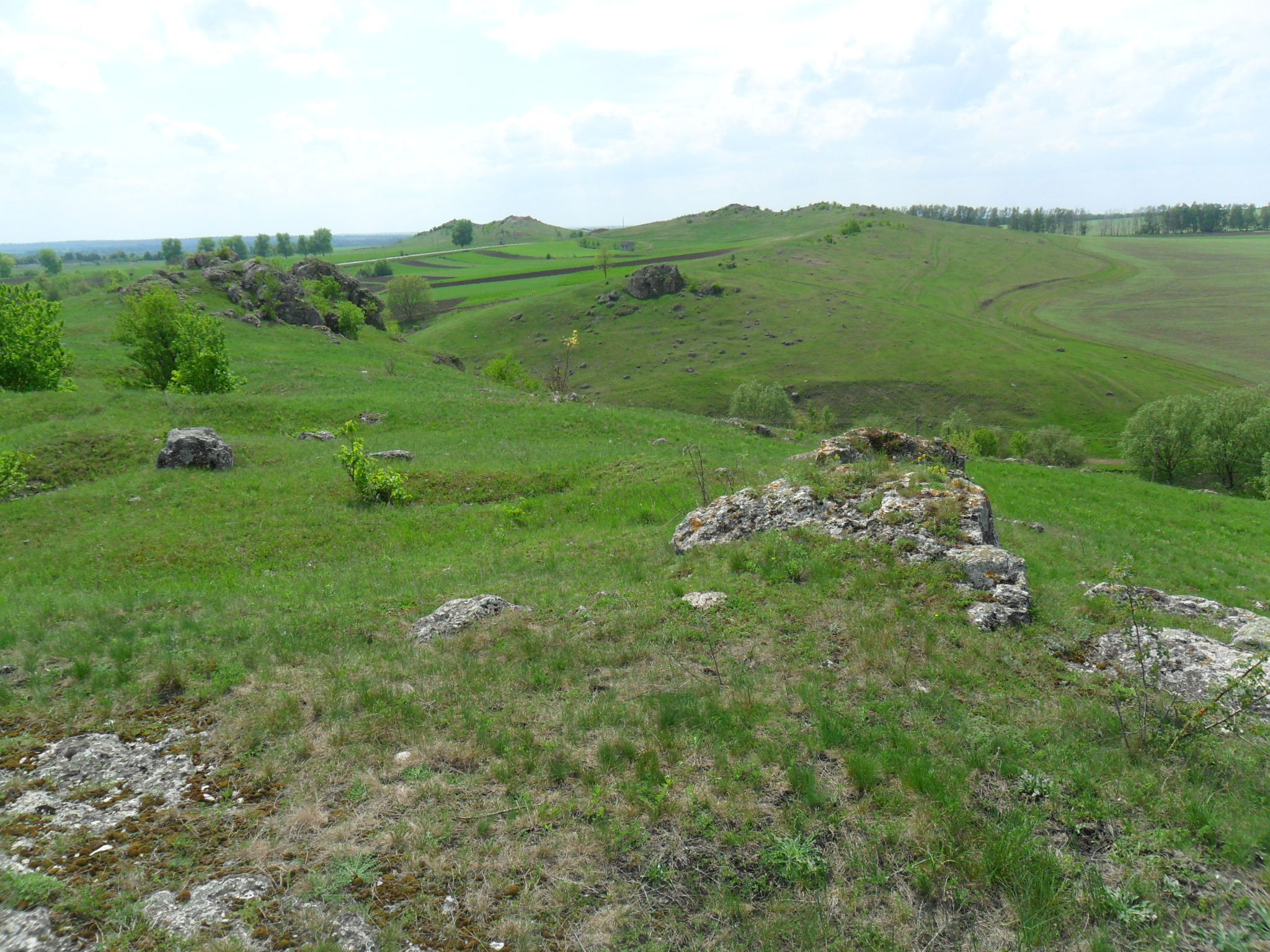
Blick auf das geologische Naturdenkmal Towtra „Perschak“

Das 1493 erstmals erwähnte Dorf liegt im Rajon Kamjanez-Podilskyj am Ufer des Batischok (Батіжок), einem 24 km langen Nebenfluss des Smotrytsch zwischen den Flüssen Schwantschyk und Smotrytsch, 25 km südöstlich vom ehemaligen Rajonzentrum Tschemeriwzi und etwa 90 km südwestlich der Oblasthauptstadt Chmelnyzkyj.
Bei Bila liegt das botanische Naturdenkmal Samowyta Towtra (Самовита Товтра) und das geologische Naturdenkmal Towtra „Perschak“ (Товтра «Першак»).
Am 15. September 2016 wurde das Dorf ein Teil der neugegründeten Siedlungsgemeinde Tschemeriwzi, bis dahin bildete es die gleichnamige Landratsgemeinde Bila (Більська сільська рада/Bilska silska rada) im Südosten des Rajons Tschemeriwzi.
Am 17. Juli 2020 kam es im Zuge einer großen Rajonsreform zum Anschluss des Rajonsgebietes an den Rajon Kamjanez-Podilskyj.